# Izumo (Shimane)
Izumo (出雲市 Izumo-shi) é uma cidade japonesa localizada na província de Shimane fundada em 3 de Novembro de 1941. Em 2016 a cidade tinha uma população estimada em 175,026 habitantes em uma área total de 543.48 km².
Em 22 de Março de 2005 o múnicipio de Hirata foi anexado, junto com as vilas Koryo, Sada, Taisha e Taki, e em 1 de Outubro de 2011 a cidade de Hikawa também foi fundida, expandindo assim a cidade de Izumo.

## História e Atrações

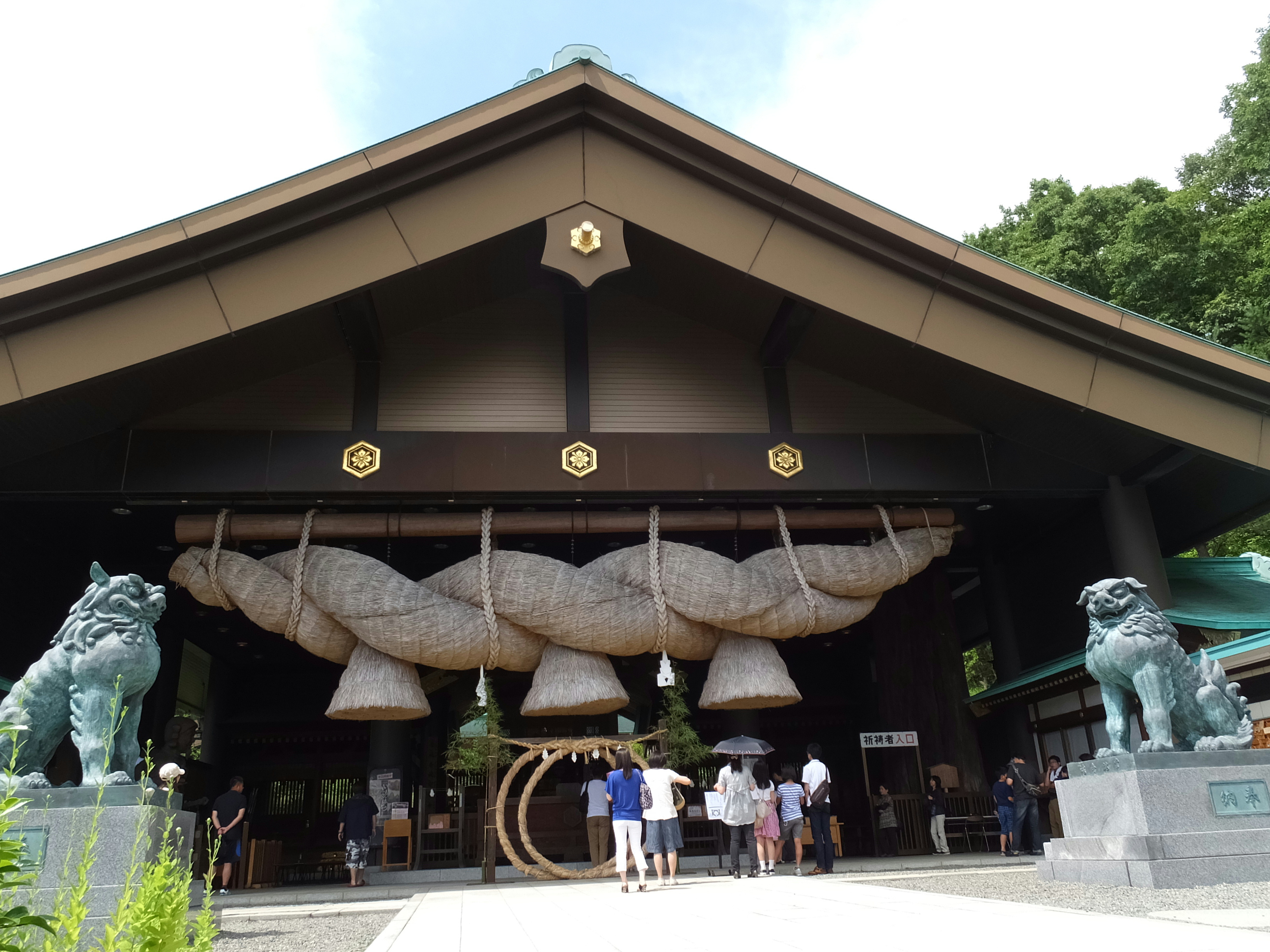
Izumo Taisha

O grande templo Izumo Taisha é o templo xintoísta mais antigo do Japão e um dos mais importantes. Tendo sua origem narradas nas crônicas mais antigas do país, é dedicado à Okuninushi-no-Mikoto, divindade associada à criação da nação, agricultura e casamento. O estilo taisha-zukuri leva o nome do salão principal do templo. Este salão e anexos foram designados tesouros nacionais do Japão em 1952. De acordo com a lenda, o templo era muito mais alto e a descoberta de antigos pilares em 2000 suportam essa crença.
Perto do templo está situado o Museu da Antiga Izumo, e contém artefatos históricos. Descrita por Lafcadio Hearn como "A Capital dos Deuses" a cidade é berço de muitas lendas antigas e descobertas arqueológicas.
Em 2009 um grupo de arqueólogos anunciou a possível descoberta das ferramentas de pedras mais antigas já encontradas no Japão, em Sunabara. Foram encontrados 20 ferramentas estimadas em 120,000 anos; cerca de 80,000 antes dos primeiros humanos chegarem ao arquipelago japonês. As pedras foram encontradas na Rota 9 da praia de Kirara Taki. A equipe de escavação foi liderada pelo professor Kazuto Matsufuji da Universidade de Doshisha, e as primeiras ferramentas foram desenterradas por Toshiro Naruse, professor emérito na Universidade de Hyogo.
Em Izumo existem muitos túmulos e templos, incluindo um agrupamento ao sul da estação central. Lá está localizado o maior túmulo de Izumo, com comprimento de 100 metros e 6 metros de profundidade. Está localizado atrás do templo Dainenji e acredita-se ter sido construído no século 6 com métodos altamente sofisticados para a época.
O rio Takase passa através do centro de Izumo, começando no rio Hiikawa. Construído por Okaji Shichibei em 1670, foi o primeiro canal a ser construído nos então domínios Matsue. Antes de Okaji iniciar o desenvolvimento agrícola Izumo era infértil e incapaz de comportas plantações. Graças a estas obras a obra tornou-se uma importante produtora regional de arroz e grãos.

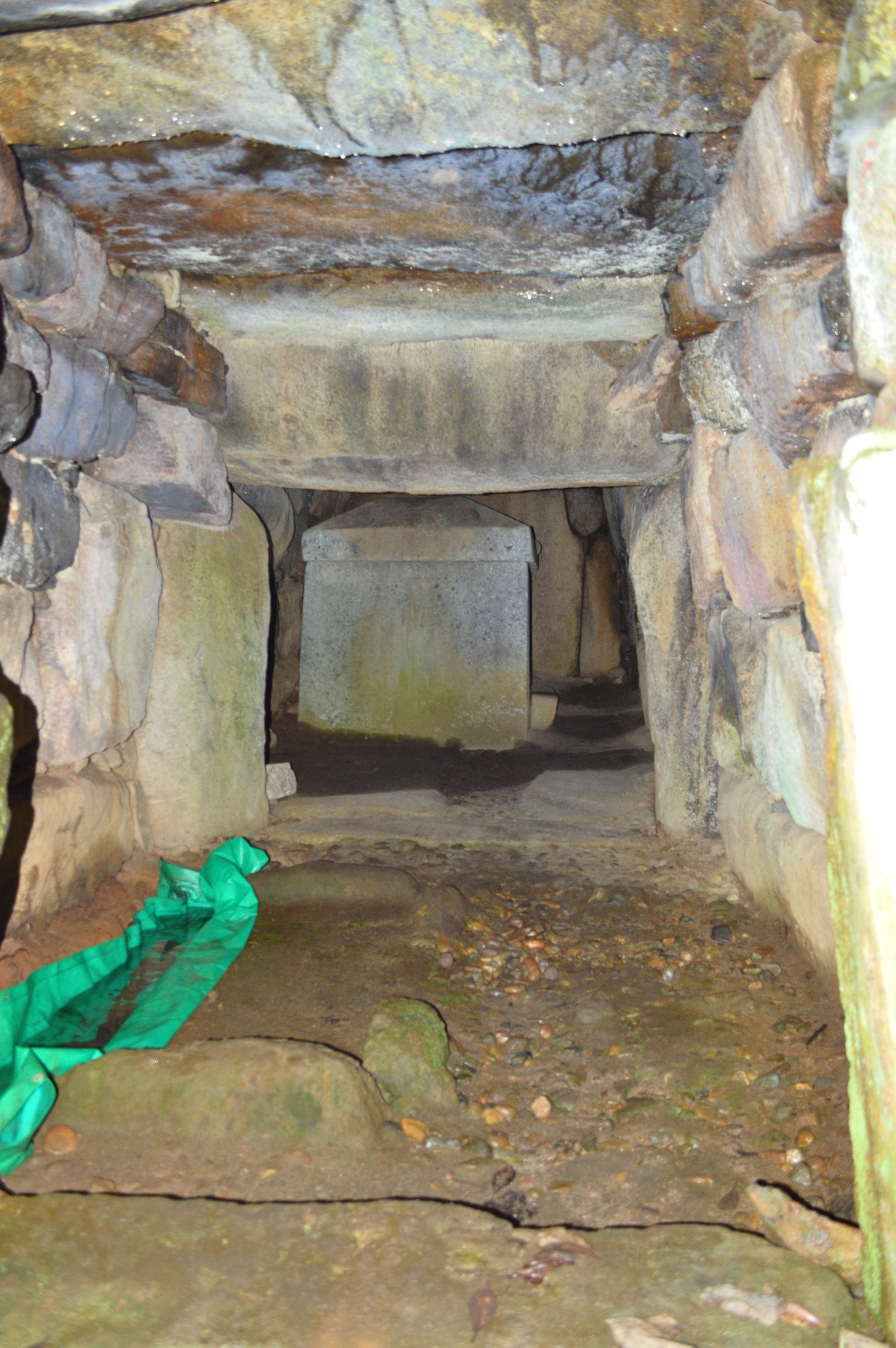
Imaichi Dainenji Kofun

O Farol de Hinomisaki (日御碕灯台 Hinomisaki tōdai) é um farol moderno. Da torre é possível ver as ilhas de Oki, de onde veio o folclore do coelho branco.
Shimane Winery, a vinícola de Shimane é popular por seus vinhos muito doces. É possível provar bebidas e petiscos gratuitamente no local.
A praia de Kirara Taki (多伎町) tem águas claras e quebra ondas de cimento. Lá perto há um onsen chamado Marine Thalasso Izumo.

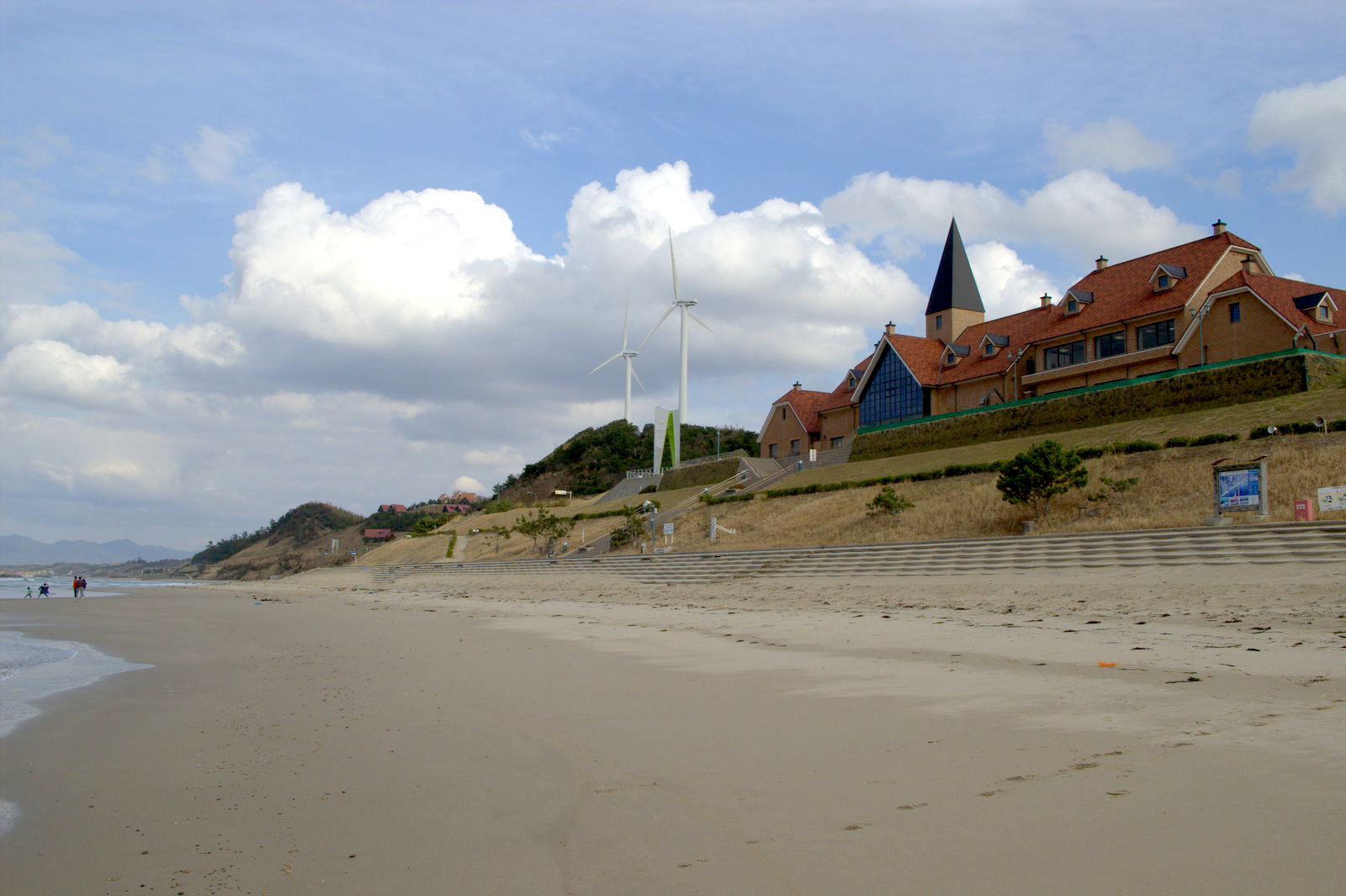
Praia Kirara Taki

O museu Okuizumo de Tatara e Forja de Espadas faz demonstrações duas vezes ao mês, trocando a cada duas semanas: uma demonstração de técnicas de forja e outra de utilização das espadas.

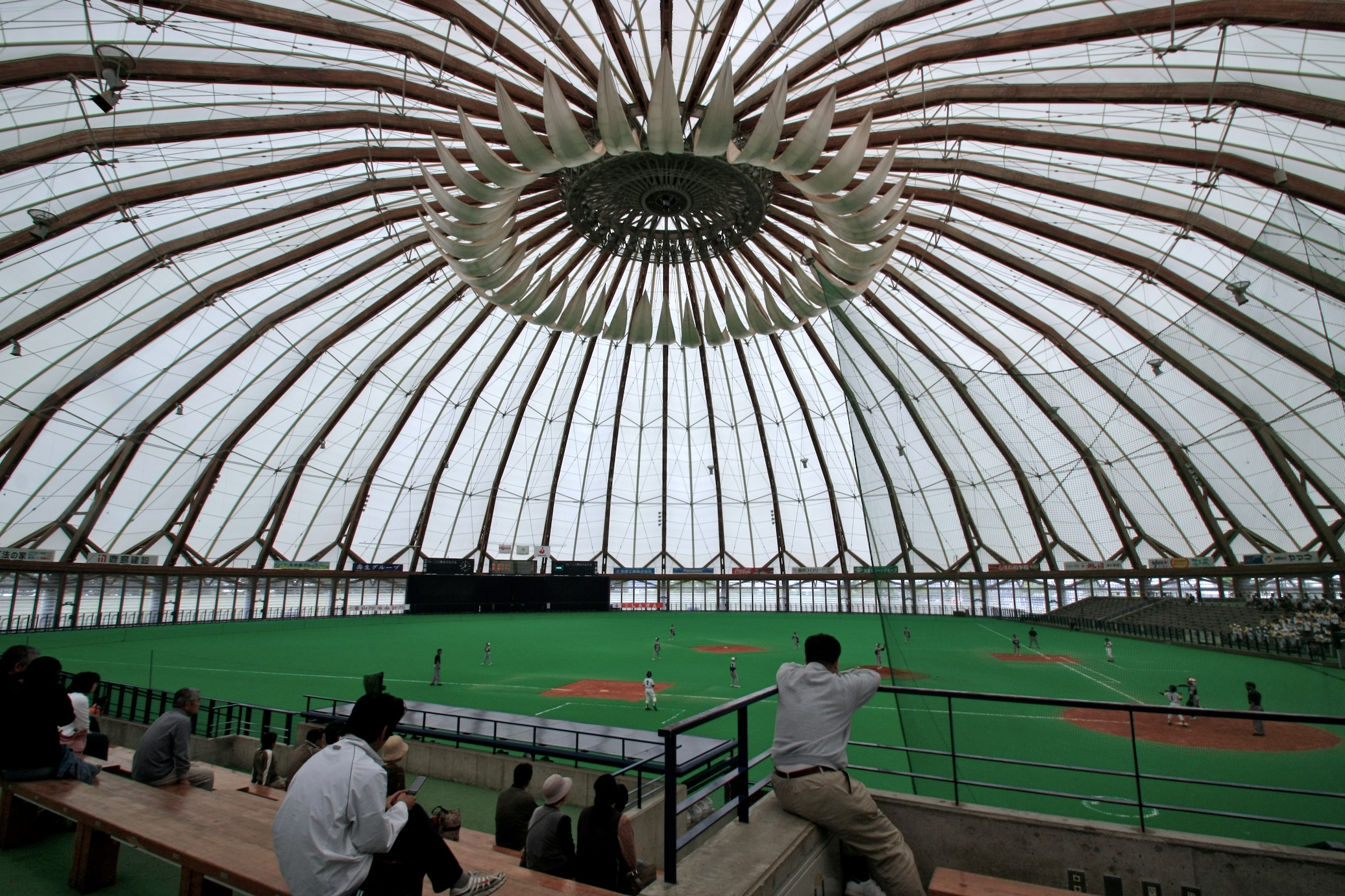
Izumo Dome

## Cidades-irmãs
- Santa Clara, Estados Unidos
- Évian-les-Bains, França
- Hanzhong, China
- Kalajoki, Finlândia